# Polní Chrčice
Polní Chrčice är en ort i Tjeckien.   Den ligger i regionen Mellersta Böhmen, i den centrala delen av landet, 60 km öster om huvudstaden Prag. Polní Chrčice ligger 228 meter över havet och antalet invånare är 135.
Terrängen runt Polní Chrčice är platt, och sluttar västerut. Runt Polní Chrčice är det ganska tätbefolkat, med 86 invånare per kvadratkilometer. Närmaste större samhälle är Kolín, 11,4 km sydväst om Polní Chrčice. Trakten runt Polní Chrčice består till största delen av jordbruksmark.